# Homeworld 3
Homeworld 3 (abrégé HW3) est un jeu vidéo de stratégie en temps réel en cours de développement par le studio Blackbird Interactive. L'éditeur, Gearbox Software, a annoncé lors de la PAX West 2019 la sortie du jeu pour fin 2022. Après plusieurs reports, le jeu sort finalement le 13 mars 2024.
Il s'inscrit dans une dynamique de reboot de la série dont le premier opus, Homeworld, datait de 1999. Après le rachat de son développeur d'origine Relic Entertainment par THQ, la saga avait vécu une période d'hibernation jusqu'à la sortie de versions remastérisées des jeux originaux en 2015, publiées par Gearbox Software qui avait acheté les droits de la saga deux ans auparavant. L'accueil positif de ces produits par la communauté originale (restée active par le biais notamment de versions modées des jeux originaux), et la performance très respectable de Deserts of Kharak, jeu dérivé de l'histoire des factions protagonistes de Homeworld, convainc l'éditeur Gearbox Software et le studio de développement Blackbird Interactive d'emboiter le pas avec la sortie d'un jeu inédit s'inscrivant dans la continuité de la série d'origine,.
Les développeurs ont lancé en 2019 une campagne de financement participatif avec succès, permettant la levée de 1 505 840 $ US. De plus, avec 8 414 contributeurs, la campagne a notamment le montant moyen par contributeur le plus élevé de l'histoire de la plateforme Fig,. Par ce moyen l'équipe permet à ses contributeurs de leur indiquer les axes de développement les plus attendus via un sondage exclusif.[pas clair]
Les équipes travaillant sur Homeworld 3 sont constituées en partie des personnels ayant produit la saga d'origine,.

## Système de jeu
Homeworld 3 s'inscrira dans la continuité de Homeworld 2, et sera donc un jeu de stratégie en temps réel en 3D dans un environnement spatial. Selon les mises à jour des concepteurs aux contributeurs, le sondage participatif a réaffirmé l'idée que le contenu devrait accorder une place centrale au jeu en solo dans un mode campagne développé. Le combat sera régi par un système balistique performant, concept déjà présent avec le premier jeu de la saga.